# Livvi Franc
Livvi Franc, właśc. Olivia Charlotte Waithe (ur. 2 kwietnia 1988 w Harrogate) – piosenkarka. Jest córką Brytyjki i Barbadosyjczyka. 

## Życiorys
Swój pseudonim artystyczny zaczerpnęła od zdrobnienia swego imienia oraz od imienia swego dziadka ze strony matki, Franka Wilsona. Pierwsze pięć lat swojego życia spędziła w Anglii, kiedy skończyła 5 lat wraz z rodzicami i starszą siostrą przeniosła się na Barbados, skąd pochodzi jej ojciec, do Anglii wracała zaś w każde wakacje. Swą pierwszą piosenkę napisała w wieku 11 lat. W czerwcu 2009 ukazał się jej debiutancki singiel „Now I’m That Bitch”. Za teledysk do tej piosenki została nominowana do nagrody Barbados Music Award w kategorii najlepszy kobiecy teledysk 2010 roku.

## Dyskografia

### Albumy
- Livvi Franc (2010)

### Single
- „Now I'm That Bitch” (2009)
- „Automatik” (2010)